# Nike Bent
Nike Lovisa Bent, švedska alpska smučarka, * 1. december 1981, Tännäs, Švedska.
Nastopila je na olimpijskih igrah 2006, kjer je zasedla štirinajsto mesto v kombinaciji, 21. v superveleslalomu in 22. v smuku. V edinem nastopu na svetovnih prvenstvih leta 2007 je bila šesta v smuku in osma v kmbinaciji. V svetovnem pokalu je tekmovala osem sezon med letoma 2001 in 2009 ter dosegla eno uvrstitev na stopničke v smuku. V skupnem seštevku svetovnega pokala je bila najvišje na 33. mestu leta 2006, ko je bila tudi deseta v smukaškem in dvanajsta v kombinacijskem seštevku.